# Ron Wasserman
Ron Aaron Wasserman (2 de septiembre de 1961 en Encino, California) es un cantautor y productor musical estadounidense conocido por componer la banda sonora tanto de la serie como de la película Mighty Morphin Power Rangers. También es miembro y fundador del grupo Fisher

## Biografía

### Inicios y Saban
Su afición por la música empezó a los tres años. Uno de sus primeros grupos fueron Hollywood Headliners Betty Boop & the Beat formado por la actriz Lucrecia Sarita Russo. En 1983, el grupo firmó un contrato con el sello Scotti Brothers Records y actuaron con Felony. Seis años después los integrantes de la banda se separaron y Wasserman fue contratado por la productora Saban.
Su trabajo en la compañía era componer la banda sonora de varias series televisivas como X-Men y Mighty Morphin Power Rangers.[cita requerida] De esta última se publicó un álbum en 1994 en el que se incluía varias versiones del tema de entrada de la primera y segunda temporada de la serie.
Tras abandonar Saban continuó colaborando en otros proyectos televisivos como Sweet Valley High y VR Troopers.[cita requerida]

### Fisher y otros proyectos
En 1997 fundó el grupo Fisher con su novia Kathy Fisher, con la que se casaría tiempo después. En el año 2000, el grupo ganó el premio MTV al haber publicado la "canción más descargada del año".
Aparte de la música, colaboró con Bob Ezrin, productor de Pink Floyd en varios videojuegos y estuvo trabajando para DIC Entertainment. En 1998 Wasserman y Fisher contribuyeron en la película Grandes esperanzas con un sencillo.